# Incidente dell'Antonov An-124 dell'Aeronautica militare russa del 1997
Il 6 dicembre 1997, un Antonov An-124-100 dell'aeronautica Militare Russa, in leasing da Ukrainian Cargo Airways, in rotta da Irkutsk, Russia, alla base militare di Cam Ranh, Vietnam, si schiantò in una zona residenziale di Irkutsk poco dopo il decollo. L'aereo trasportava due caccia Sukhoi Su-27 da consegnare all'aeronautica del Vietnam.
Tre secondi dopo il decollo dalla pista 14 di Irkutsk, il motore numero 3 andò in stallo e smise di funzionare a circa 5 metri di altitudine. L'aeromobile continuò a salire, ma con un alto angolo di attacco, interrompendo il flusso d'aria verso i motori numero 1 e 2 che andarono anch'essi in stallo.
Impossibilitato a continuare la salita, l'Antonov scese fino a colpire le case nella Ulica Mira, 1 600 metri oltre la fine della pista, provocando la morte di tutte le 23 persone a bordo e 49 a terra.

## L'aereo

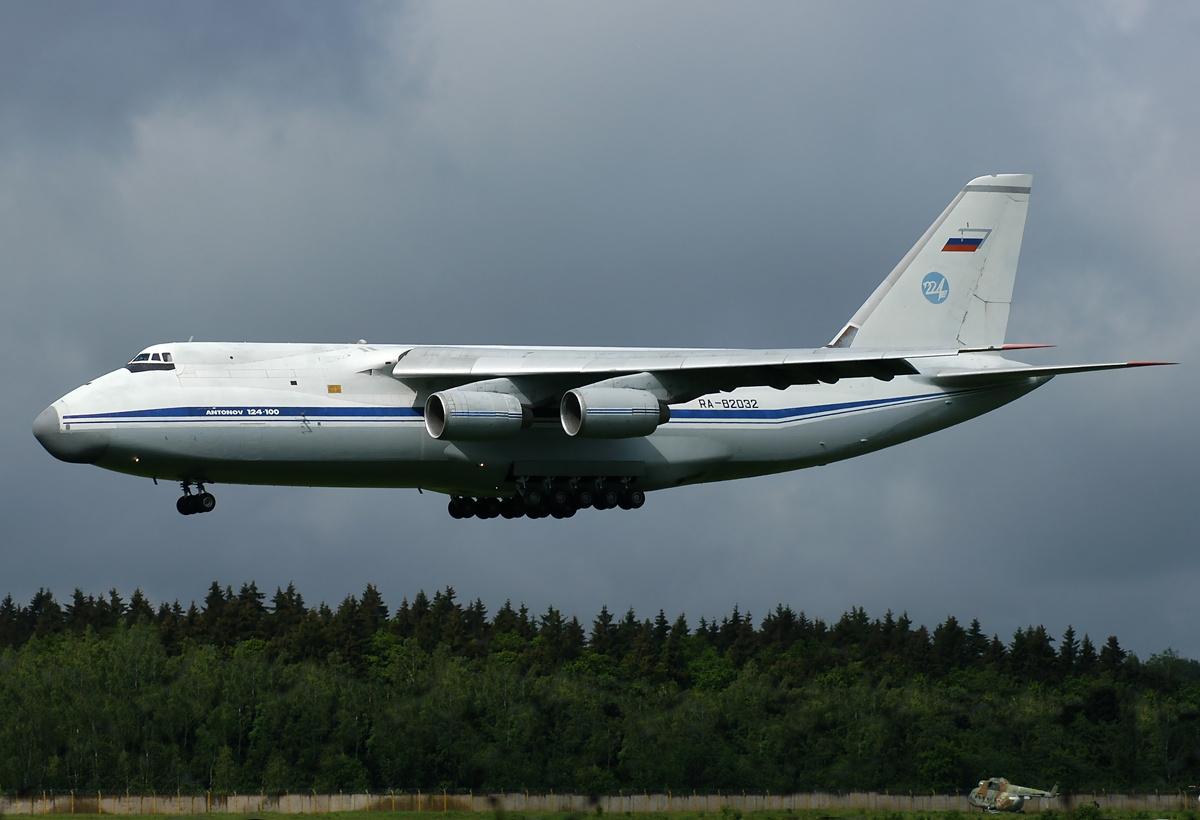
Un Antonov An-124 simile a quello coinvolto nel disastro.

Il velivolo coinvolto era un Antonov An-124, marche RA-82005, numero di serie 9773054516003, numero di linea 01-07. Volò per la prima volta il 30 ottobre 1985 e venne consegnato ad Aeroflot nel 1986. Il 14 febbraio 1988, venne acquisito dalla Voenno-vozdušnye sily SSSR, la forza aerea sovietica. Era spinto da 4 motori turboventola Lotarev D-18T. Al momento dell'incidente, l'aereo aveva poco più di 12 anni e aveva accumulato 1 034 ore di volo in 576 cicli di decollo-atterraggio.

## L'incidente
Il 6 dicembre 1997, l'An-124-100 trasportava due caccia Su-27UBK con un peso complessivo di 40 tonnellate, in rotta verso il Vietnam.
Alle 14:42 l'aereo decollò da Irkutsk. Tuttavia, solo tre secondi dopo, ad un'altitudine di 5 metri, si verificò uno stallo del compressore del motore numero 3 (un "surge") che causò un aumento della velocità angolare. Ciò portò all'arresto del motore numero 2. Cinque secondi dopo, ad un'altitudine di 66 metri, anche il compressore del motore numero 1 stallò; l'aereo entrò in una discesa incontrollata.
Nonostante i tentativi dei i piloti di mantenere il controllo con un unico motore funzionante, il velivolo si schiantò contro il condominio numero 45 nella Graždanskaja ulica. La sezione di coda danneggiò significativamente il blocco numero 120 e un orfanotrofio vicino.

## Conseguenze
L'incidente provocò la morte di tutti gli occupanti del velivolo e di 49 persone a terra (inclusi 12 bambini dell'orfanotrofio). Più di 70 famiglie rimasero senza casa a causa dei danni provocati dall'aereo, aggravati dall'incendio delle tonnellate di carburante fuoriuscite nell'impatto.

## Le indagini
Venne istituita una commissione speciale per indagare sulle cause del disastro. I due registratori di volo si trovavano al centro dell'incendio post-impatto: vennero gravemente danneggiati e non fu possibile estrarne i dati. La causa del guasto dei tre motori venne ufficialmente riconosciuta come l'eccessivo sovraccarico dell'aeromobile.
Le temperature a Irkutsk erano inferiori a -20 °C; alcuni esperti ipotizzarono che la miscelazione di carburante per basse temperature con carburante normale, che era presente nei serbatoi dell'An-124 dopo il precedente volo dal Vietnam, causò il disastro. Quel mix avrebbe prodotto cristalli di ghiaccio che ostruirono i filtri del carburante, interrompendo il flusso verso i motori.
Il generale Boris Tumanov, ex capo della Russian Air Force Flight Safety Service (1993-2002) e membro della commissione d'inchiesta, in un'intervista al giornale Moskovskij Komsomolec riferì che l'incidente venne causato dal guasto di tre motori a seguito dello stallo dei compressori.
Nel 2009, Fëdor Muravčenko, progettista dell'Ivchenko-Progress Design Bureau (lo sviluppatore dei motori per l'An-124), diede la sua versione sulle cause dello schianto. Sulla base dei dati raccolti durante l'inchiesta, degli esperimenti svolti e dei suoi calcoli teorici, concluse che il disastro fu una conseguenza dell'elevato contenuto di acqua (superiore allo standard) nel carburante per aerei (cherosene) che provocò la formazione di ghiaccio e l'intasamento del filtri del carburante, causando lo stallo dei compressori dei motori.